# T18 AL 8401 à 8427
Les Baltic série T18 numéros 8401 à 8427 sont des locomotives à vapeur construites à Stettin par la firme Vulkan Werke de 1915 à 1918 pour le compte des chemins de fer impériaux d'Alsace-Lorraine (EL). Elles étaient identiques aux locomotives de la série T18 des Chemins de fer royaux de Prusse (KPEV) apparues en 1915 (future série 78 de la DRG).

## Description
Ces locomotives-tender disposaient d'un moteur à deux cylindres à simple expansion et la distribution était du type « Walschaerts ». Le foyer était un foyer de type « Crampton ». L'échappement était fixe de type « Allemand ». Les deux bogies étaient identiques et avaient un déplacement latéral de + ou - 40 mm. Les soutes à eau étaient réparties en 3 positions : 2 latérales et 1 entre les longerons; de la boîte à feu jusqu'à l'avant de la boîte à fumée. La soute à charbon était située sur l'arrière.

## Utilisation et services

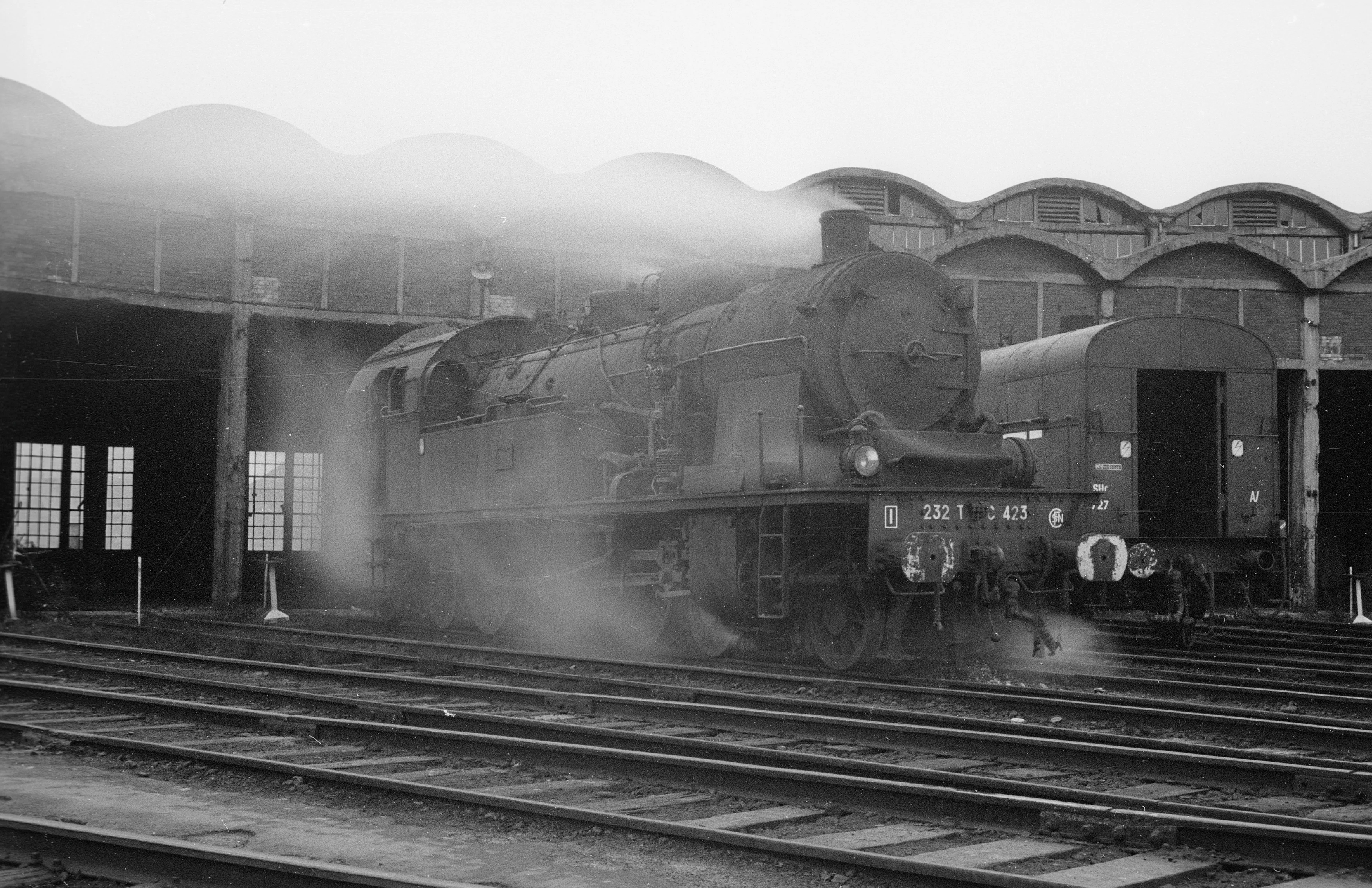
SNCF 232 TC 423; Mulhouse, dépôt Ile Napoléon le 2 janvier 1967

Après la restitution de l'Alsace-Lorraine à la France, 26 T18 furent prises en effectif par l'Administration des chemins de fer d'Alsace et de Lorraine (AL). La 8419, restée en Allemagne, rejoignit les autres T18 prussiennes ; renumérotée 78 093, elle fut radiée en Allemagne de l'Ouest en 1966. 
Leurs dépôts d'affectation furent : Strasbourg, Haguenau, Sélestat, Colmar et Mulhouse-Île-Napoléon et elles ne quittèrent jamais la région alsacienne.
Elles étaient destinées à la remorque des trains de banlieue et des omnibus sur les lignes principales, tâches qu'elles accomplirent parfaitement bien. En effet, en plus d'avoir une bonne stabilité et une bonne liberté d'allure, elles avaient une très grande capacité en eau pour des machines-tender. Ce furent les dernières 232 T à être mises en service en France et ce furent celles qui eurent la plus longue carrière. À la création de la SNCF elles furent immatriculées 1-232 TC 401 à 427 moins le numéro 419 car la machine avait disparu avant. La dernière locomotive de la série fut radiée en 1966.

## Caractéristiques
- Pression de la chaudière : 12 kg/cm2
- Diamètre et course des cylindres : 560 mm × 630 mm
- Diamètre des roues du bogie : 1 000 mm
- Diamètre des roues motrices : 1 650 mm
- Diamètre des roues du bogie : 1 000 mm
- Capacité des soutes à eau : 12 m3
- Capacité de la soute à charbon : 4,5 t
- Masse à vide : 83,2 t
- Masse en ordre de marche : 105 t
- Masse adhérente : 46,6 t
- Longueur hors tout : 14,8 m
- Vitesse maxi en service : 100 km/h

## Modélisme
A l'échelle HO, les 232 TC ont été reproduites par Liliput, Märklin (en 2 et 3 rails) et Fleischmann.
A l'échelle N, la 232 TC 408 a été reproduite par Arnold (réf 2271).
A l'échelle N, la 232 TC 424 a été reproduite par Fleischmann (réf 707802 et 707882).